# Sulci
Sulci (łac. Sulcitanus, wł. Sulci) – stolica historycznej diecezji w Italii erygowanej około roku 400, a włączonej w roku 1503 w skład archidiecezji Cagliari. 
Współcześnie miejscowość Sant’Antioco, w prowincji Carbonia-Iglesias na Sardynii. Obecnie katolickie biskupstwo tytularne ustanowione w 1966 przez papieża Pawła VI.

## Biskupi tytularni
| Lp. | Biskup            | Funkcja                            | Od               | Do                |
| --- | ----------------- | ---------------------------------- | ---------------- | ----------------- |
| 1   | Karl Heinz Jacoby | biskup pomocniczy Trewiru (Niemcy) | 3 maja 1968      | 29 stycznia 2005  |
| 2   | George Antonysamy | nuncjusz apostolski                | 4 sierpnia 2005  | 21 listopada 2012 |
| 3   | Jean-Marie Speich | nuncjusz apostolski                | 17 sierpnia 2013 |                   |